# Hanshan (Handan)
Der Stadtbezirk Hanshan (chinesisch 邯山區 / 邯山区, Pinyin Hánshān Qū) ist ein Stadtbezirk der bezirksfreien Stadt Handan im Süden der chinesischen Provinz Hebei. Er hat eine Fläche von 224,3 km² und zählt 526.794 Einwohner (Stand: Zensus 2010).

## Administrative Gliederung
Auf Gemeindeebene setzt sich der Stadtbezirk aus zehn Straßenvierteln, einer Großgemeinde und einer Gemeinden zusammen. 